# Rinkeby
Rinkeby es un distrito (en sueco: stadsdel) ubicado en el área urbana de Rinkeby-Kista,  en Estocolmo, Suecia.

## Demografía
La población de Rinkeby se estimaba en 15,051 habitantes para el mes de diciembre de 2007.

### Inmigrantes
Una alta concentración de inmigrantes y descendientes de ellos caracteriza a la población del distrito. 89.1% de los habitantes de Rinkeby son descendientes de inmigrantes en primera o segunda generación.

## Historia
Parte del actual barrio fue conocido, hasta 2007 como ciudad de Rinkeby, pero, el primero de enero de dicho año se fusionó con la ciudad de Kista, para dar origen al área urbana Rinkeby - Kista. La unión entre ambos distritos formó parte de la política gubernamental sueca conocida como Million Programme.
En mayo de 2013, Rinkeby fue uno de los focos de la rebelión civil generada tras la muerte de un inmigrante portugués con deficiencias mentales a manos de la policía sueca.

## Medios de transporte
El barrio se encuentra comunicado con el resto de la ciudad capital de Suecia gracias a la estación Rinkeby del metro de Estocolmo fue inaugurada en 1975.

## Ciudades hermanadas
- Giza, Egipto